# サントドミンゴの植民都市
ドミニカ共和国の首都サントドミンゴの植民都市は、クリストファー・コロンブスらによって建造された新世界における最初の植民都市で、イスパニョーラ島南部に所在する。16世紀前半には新世界で最初の大聖堂や病院、大学などが建てられた。その歴史的価値から、ユネスコの世界遺産に登録されている。2024年現在、ドミニカ共和国唯一の世界遺産である。

## 歴史

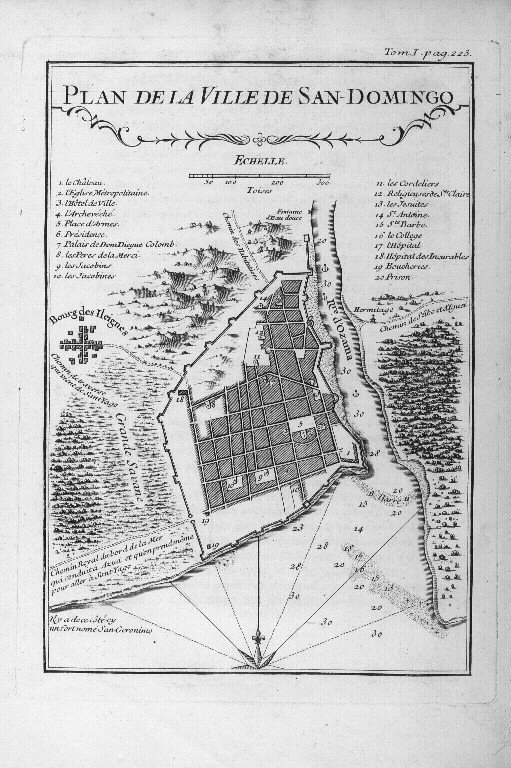
サントドミンゴ（1730年）

サントドミンゴの植民都市（Ciudad Colonial）は、口語では植民圏（Zona Colonial）とも呼ばれる。植民都市は、サントドミンゴ市の原初の区画の一部分で、1500年代にまで遡るものである。市内を二分するオサマ川（Ozama River）の西端に位置する。今日の区画は5 km2 にも満たないが、コロンブス宮殿（Alcazar de Colón）、オサマ砦（Fortaleza Ozama）、アメリカ首座大司教座聖堂（Catedral Primada de America）など多くのランドマークがある重要な地区である。

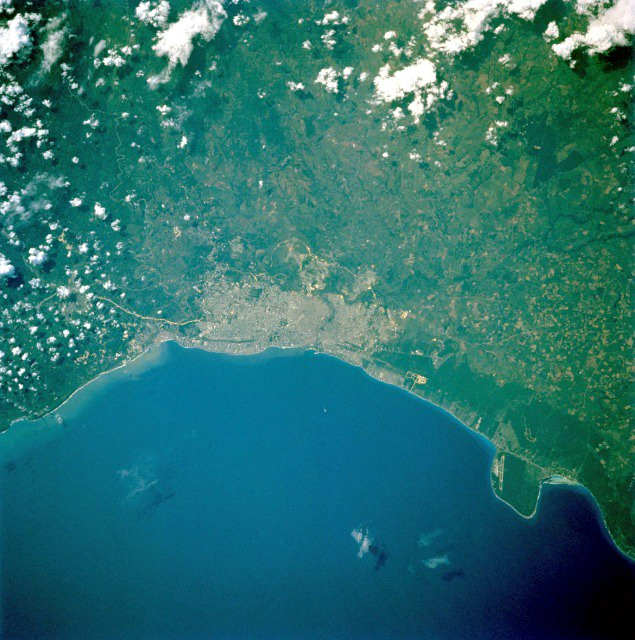
サント・ドミンゴ周辺の衛星写真

かつての都市は、オサマ川からコンデ門（La Puerta del Conde）に伸びる防壁に囲まれていた。コンデ門は、後背地に続く唯一の門であり、19世紀後半までは都市の最も遠い境界でもあった。
スペイン人たちは、ここにアメリカでの最初の拠点を設置し、その後アメリカ大陸本土を征服していった。スペイン人が、メキシコ、キューバ、ほか南アメリカ各地を手に入れていった後は、彼らの注意は大陸本土の方に一層向けられるようになったが、それでもサントドミンゴの植民都市は重要な歴史的都市であり続けたのである。

## 今日の植民都市
丸石で舗装されたカジェ・デ・ラス・ダマス（Calle de las Damas）は、1502年に遡る最古の街路である。この歩行者専用路に、多くのランドマークが並んでいる。
植民都市内には、二つの重要な商業地がある。カジェ・デル・コンデ（Calle del Conde）とアベニダ・ドゥアルテ（Avenida Duarte）である。どちらにも多くの店舗やカフェが立ち並ぶ。アベニダ・ドゥアルテは地元のショッピング・センターといったところだが、より観光客受けするようにとの再開発計画の波にさらされている。
ラス・アタラサナス（Las Atarazanas）に隣接するプラサ・デ・ラ・イスパニダ（Plaza de la Hispanidad, 「スペイン系文化」広場）は、改修され拡張した広場で、小商店やレストランが集まっている。この地域は、アメリカ州で最初に出来た商業的中心地の一つであり、いまなお商業活動のハブとして機能している。
コロンブス宮殿（Alcazar de Colón）は、その名の通り、かつてはクリストファー・コロンブスの一族が居城として用いた建物で、元々は1510年に建てられた。現在は博物館として整備され、当時の調度品などが展示されている。
サンタ・マリア・ラ・メノル大聖堂（アメリカ首座大司教座聖堂）は、1540年に建造され、コロンブスの遺体を安置していることで知られている。セビリア（スペイン）のセビリア大聖堂をモデルにしており、総サンゴ石造りの大聖堂である。

## ランドマーク

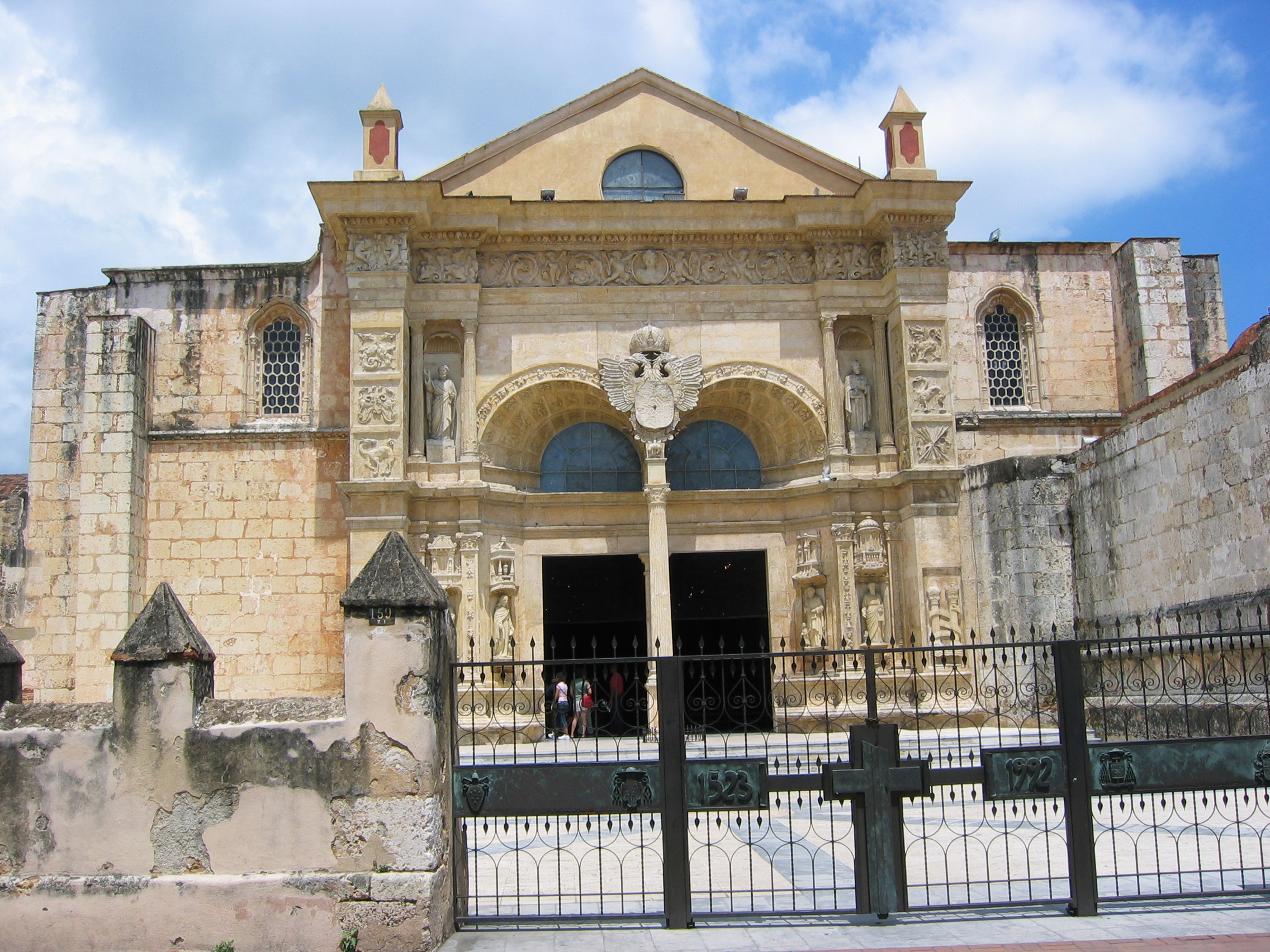
首座大司教座聖堂の外観

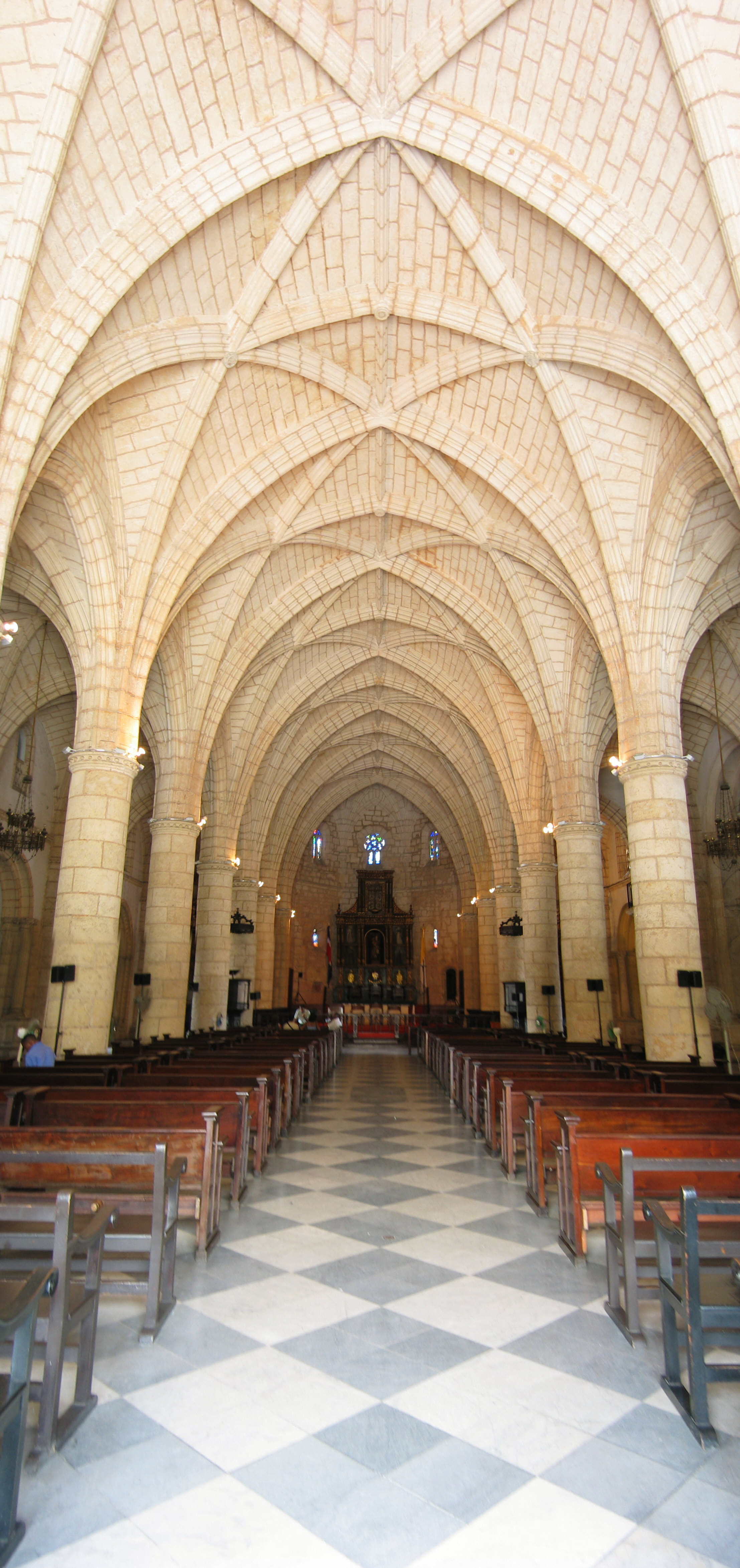
首座大司教座聖堂の内観

植民都市のランドマークや文化的遺構の多くは、スペインによる植民地時代に建造されたものであり、中には抜本的な改修や手入れが必要なものもある。 
- サンタ・マリア・ラ・メノル大聖堂（アメリカ首座大司教座聖堂） Catedral Santa Maria la Menor (Primada de America)
- コンデ門（独立公園内）Puerta del Conde (Parque de la Independencia)
- コロンブス宮殿 Alcazar de Colón
- オサマ砦 Fortaleza Ozama
- 独立公園 Parque de la Independencia
- 国立パンテオン Panteon Nacional
- 王室博物館 Museo de las Casas Reales
- 王立日時計
- サン・フランシスコ修道院跡 Ruinas de San Francisco, Monasterio San Francisco
- ヌエストラ・セニョーラ・デ・ラ・アルタグラシア教会 La Iglesia de Nuestra Señora de la Altagracia
- サン・ニコラス・デ・バリ病院跡 Ruinas del Hospital San Nicolas de Bari—総督の命によって建設され、完成までに40年の歳月を費やした。
- ラ・カーサ・デ・バスティダス La Casa de Bastidas
- ニコラス・デ・オバンド邸 Hostal Nicolás de Ovando

## 登録基準
この世界遺産は世界遺産登録基準のうち、以下の条件を満たし、登録された（以下の基準は世界遺産センター公表の登録基準からの翻訳、引用である）。
- (2) ある期間を通じてまたはある文化圏において、建築、技術、記念碑的芸術、都市計画、景観デザインの発展に関し、人類の価値の重要な交流を示すもの。
- (4) 人類の歴史上重要な時代を例証する建築様式、建築物群、技術の集積または景観の優れた例。
- (6) 顕著で普遍的な意義を有する出来事、現存する伝統、思想、信仰または芸術的、文学的作品と直接にまたは明白に関連するもの（この基準は他の基準と組み合わせて用いるのが望ましいと世界遺産委員会は考えている）。